# Monte Carlo Masters 2006
Monte Carlo Masters 2006 — тенісний турнір, що проходив на кортах з твердим покриттям у місті Рокбрюн-Кап-Мартен, Франція з 17 квітня . Належав до категорії ATP Masters Series, був турніром серії Мастерс Монте-Карло 2006 року.

## Фінальна частина

### Одиночний розряд
Рафаель Надаль —  Роджер Федерер 6–2, 6–7(2–7), 6–3, 7–6(7–5)

### Парний розряд
Йонас Бйоркман /  Максим Мирний —  Фабріс Санторо /  Ненад Зімоньїч 6–2, 7–6(7–2)